# Martin Irl
Pour les articles homonymes, voir IRL.
Martin Irl (né le 8 novembre 1859 à Altenerding et mort le 30 septembre 1953 à Erding) est un homme politique allemand (Zentrum, BVP).

## Biographie
Après l'école élémentaire, Irl, qui est catholique romain, termine un apprentissage de la peinture et de la dorure, qu'il termine en 1875 avec l'examen de compagnon. De 1878 à 1881, il étudie à l'école des arts et métiers de Rottenburg am Neckar pendant les semestres d'hiver, tandis qu'il exerce sa profession pendant l'été. En 1885, il réussit également l'examen de maître artisan. Il a réalisé la peinture originale du presbytère de l'église St. Korbinian à Schwaig. En 1898, il participe à la fondation de la Erdinger Volksbank. La même année, il est élu président de l'association professionnelle Erdinger. Il est également membre des conseils d'administration de la Chambre des métiers de la Haute-Bavière et de la coopérative des artisans bavarois.

## Parti politique
Irl est membre initialement du Zentrum. Quand, le 9 janvier 1920, l'association régionale bavaroise fait sécession et prend le nom de Parti populaire bavarois, Irl suit cette voie.

## Parlementaire
De 1907 à 1918, Irl représente la 5e circonscription de Haute-Bavière (Wasserburg am Inn) au Reichstag. En 1919/20, il est membre de l'Assemblée nationale de Weimar. Contrairement à la majorité des députés du Zentrum, il vote le 22 juin 1919 à l'Assemblée nationale non pour la signature du traité de Versailles, mais s'abstient. De 1901 à 1907 et à nouveau de 1920 à 1932, il est membre du Landtag de Bavière.

## Honneurs
- 1952: Officier de l'ordre du Mérite de la République fédérale d'Allemagne
- Irl est un citoyen d'honneur d'Erding . La Geheimrat-Irl-Straße porte son nom.